# Нагірний тупик
Нагі́рний тупи́к — зниклий провулок, що існував у Шевченківському районі міста Києва, місцевість Татарка. Пролягав від Нагірної вулиці до тупика над урвищем.

## Історія
Виник у 2-й половині XIX століття під назвою Якубенківський провулок. У 1939 році відокремлений під назвою провулок Репіна, з 1944 року — Репінський провулок). Назву Нагірний тупик отримав 1952 року.
Ліквідований наприкінці 1970-х — на початку 1980-х років у зв'язку зі знесенням старої забудови.